# Mariano P. Jara
Esteban Meza y Bustamante fue un político peruano. 
Fue elegido diputado por la provincia de Paruro en 1901 durante los gobiernos de Eduardo López de Romaña, Manuel Candamo, Serapio Calderón y José Pardo y Barreda.